# Persuasión

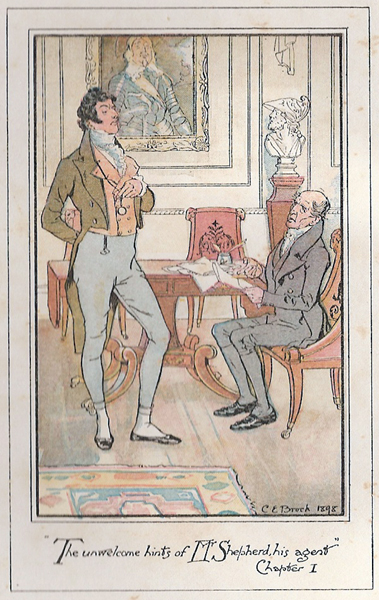
Persuasión, novela de Jane Austen
... Para Sir Elliot, baronet, las insinuaciones del señor Sheppard, su representante, eran muy desagradables.

La persuasión es la influencia social de las creencias, actitudes, intenciones, motivaciones y comportamientos. La persuasión es un proceso destinado a cambiar la actitud o el comportamiento de una persona o un grupo hacia algún evento, idea, objeto o persona(s), mediante el uso de palabras para transmitir información, sentimientos, o el razonamiento, o una combinación de los mismos.
Es el proceso de guiar a la gente hacia la adopción de una idea ingrata, actitud, o la acción mediante significados racionales y simbólicos (aunque no siempre lógicos). Es una estrategia de resolución de los problemas que confía en "peticiones" más que en la coacción. De acuerdo con la afirmación de Aristóteles, "la retórica es el arte de descubrir, en cada caso en particular, los medios adecuados para la persuasión".
Hacer que alguien adopte una manera de pensar o de actuar mediante el uso de argumentos ya sea que cambien sus pensamientos y opiniones en creencias, o métodos de ver la vida.

## Métodos de persuasión
Los métodos de persuasión en ocasiones, son también denominados tácticas de persuasión o estrategias de persuasión. 
Según Robert Cialdini, en su libro Psicología de la persuasión, existen  seis armas de influencia:

La reciprocidad
La gente tiende a devolver un favor. De ahí la persuasión de las muestras libres en marketing y publicidad. En sus conferencias, Cialdini a menudo emplea el ejemplo de Etiopía que proporcionó miles de dólares para la ayuda humanitaria a México justo después del terremoto de 1985, a pesar de que Etiopía sufría entonces una grave hambruna y se encontraba inmersa en una guerra civil. Sucedió puesto que Etiopía había recibido recíprocamente el apoyo diplomático de México, cuando Italia la invadió en 1937.
El compromiso y la consistencia
En una playa de New York se desarrolló el siguiente simulacro para verificar este principio y, en un primer escenario, se dejó a propósito una radio sobre una toalla y se pidió a un “falso ladrón” que pasará y muy descaradamente se lo llevará. El propósito en este caso era establecer cuántas personas serían capaces de arriesgarse a detener el robo. Solo 4 de 20 personas lo hicieron.
Luego, se realizó un pequeño cambio al experimento y los resultados cambiaron dramáticamente; en el segundo escenario y antes del “robo”, la persona dueña del radio pedía a los bañistas a su alrededor que le vigilaran sus cosas mientras regresaba. En ese caso, los bañistas, que ahora estaban bajo el efecto del principio de compromiso y consistencia, adoptaron una posición activa de vigilancia. El resultado es que 19 de 20 personas intentaron activamente frenar el robo.
Por supuesto, el compromiso y la consistencia debe ser precedida de una acción inicial de respuesta o promesa, y su poder se incrementa bastante si el acuerdo se da por escrito. Por ejemplo, si por correo electrónico decimos: “La semana pasada nos comentó que deseaba XYZ, pues bien, ¡sucede que aquí lo tiene!”
La prueba social
La gente hará aquellas cosas que vea que otra gente hace. Por ejemplo, en un experimento, si uno o varios participantes alzan la vista al cielo; entonces, las demás personas allí presentes alzarán también la vista para comprobar lo que los demás han visto en su momento. Una vez este experimento se llevó a cabo y alzaron la vista tantas personas que pararon el tráfico.
La autoridad
La gente tenderá a obedecer a figuras con autoridad, incluso si les piden realizar actos desagradables. Cialdini cita incidentes, como los experimentos de Milgram a principios de los años 1960 y la Matanza de Mỹ Lai.
El gusto
La gente es convencida fácilmente por otra gente con quien se sienten a gusto. Cialdini cita el marketing de Tupperware al que ahora se puede llamar marketing viral. La gente compra más a gusto si les gusta la persona que les está vendiendo el producto. Algunas de las tendencias que favorecen a la gente atractiva son discutidas, pero generalmente la gente estéticamente complaciente tiende a usar esta influencia sobre otros con magníficos resultados.
La escasez
La escasez percibida generará la demanda. Por ejemplo, aquellas ofertas que dicen estar disponibles durante "un tiempo limitado" incitan así al consumo.
La propaganda también está estrechamente relacionada con la persuasión. Es el conjunto de los mensajes dirigidos a influir en la opinión o el comportamiento de un gran número de personas. La información que presenta no es imparcial, sino que busca influir en la audiencia. Aunque muchas veces la información que se ofrece es verdadera, los hechos se presentan de forma selectiva, para fomentar una síntesis particular o provocar una respuesta más emocional que racional frente a la información presentada. El término 'propaganda' apareció por primera vez en 1622, cuando el Papa Gregorio XV creó la Sagrada Congregación para la Propagación de la Fe. En el origen, igual que en la actualidad, la propaganda trataba de convencer al mayor número de personas acerca de la veracidad de un conjunto de ideas. La propaganda es tan antigua como la gente, la política y la religión
Kurt Mortensen es otro Autor que también detalló con mucha pulcritud como aplicar las tácticas durante la persuasión. En su libro El arte de influir en los demás,  clasifica diferentes estrategias de persuasión según su duración en el tiempo. De esta manera, la estrategia del control basada en la fuerza, el temor y la amenaza es efectiva pero solo a corto plazo. En cambio la influencia más duradera y sostenida en el tiempo es la del compromiso basada en el respeto, el honor y la confianza. 
Mortensen aumenta sus armas de persuasión y describe como persuadir en 12 principales fundamentos:
1. La ley de la disonancia: La gente normalmente tiene más tendencia a seguir y a gravitar hacia las personas que son coherentes en su comportamiento.
2. La ley de la obligación o de la reciprocidad: Cuando los demás hacen algo por nosotros sentimos una fuerte necesidad, incluso una presión, para devolver el favor
3. La ley de la conectividad: Cuanto más conectados nos sentimos con alguien, o nos sentimos más parte de alguien, o cuando alguien nos gusta o nos atrae, más persuasivo nos resulta
4. La ley de la validación social: Tendemos a cambiar nuestras percepciones, opiniones y comportamientos de acuerdo y coherentemente con las normas del grupo consideramos que el comportamiento es más correcto cuando vemos que lo tienen otras personas
5. La ley de la escasez: Las oportunidades siempre son más valiosas y emocionantes cuando son escasas y están menos disponibles
6. La ley del envoltorio verbal: Cuanto más hábil sea una persona en el uso del lenguaje, más persuasiva será. Incluye el autor una cita de Jim Rohn que dice La persuasión verdadera procede de poner más de usted en todo lo que dice. Las palabras tienen efecto. Las palabras llenas de emoción tienen un efecto poderoso.
7. La ley del contraste: Cuando nos presentan dos alternativas completamente distintas de forma sucesiva , en general, si la segunda opción es muy distinta de la primera, tendemos a verla incluso más diferente de lo que es en realidad
8. La ley de las expectativas: Una persona tiende a tomar decisiones en función de cómo esperan los demás que actúe
9. La ley de la implicación: Cuanto más se atraigan los cinco sentidos de alguien, cuanto más los implique mental y físicamente y cree el ambiente adecuado para la persuasión, más efectividad y persuasión conseguirá.
10. La ley de la valoración: Todas las personas necesitan y quieren elogios, reconocimiento y aceptación
11. La ley de la asociación: Para mantener el orden en el mundo, nuestro cerebro relaciona objetos, gestos y símbolos con nuestros sentimientos, recuerdos y experiencias vitales Los maestros de la persuasión se aprovechan de la asociación para evocar sentimientos y pensamientos positivos que correspondan al mensaje que intentan transmitir
12. La ley del equilibrio: A la hora de persuadir, debe concentrar su mensaje en las emociones, a la vez que mantiene el equilibrio entre la lógica y los sentimientos.
En resumen, ambos libros parecen cubrir los aspectos más importantes de la influencia o persuasión humana explicados de manera similar. Fijense que ambos autores prácticamente coinciden en sus estudios o teorías, solo que son planteados de formas diferentes, un autor lo plantea en 6 leyes y el otro en 12.
Ambos libros se convierten en material obligatorio para ser revisados y entendidos ya que la aplicación de estos conocimientos en la práctica aseguran éxito en cualquier aspecto de nuestras vidas que involucre liderazgo, negociación o ventas.

## Relación basada en la persuasión
En su libro El arte de Woo, G. Richard Shell y Moussa Mario presentan un enfoque de cuatro pasos para la persuasión estratégica. Explican que la persuasión significa ganar sobre otros, no para derrotarlos. Por lo tanto, es importante ser capaz de ver el tema desde diferentes ángulos con el fin de anticipar la reacción que los otros tienen ante una propuesta.
Paso 1 - Examine su situación
Este paso incluye un análisis de la situación del persuasor, las metas y los desafíos que enfrenta el persuasor en su organización.
Paso 2 - Enfrentar las cinco barreras
Cinco obstáculos plantean los mayores riesgos para un encuentro con una exitosa influencia: las relaciones, la credibilidad, descalces de comunicación, sistemas de creencias, y los intereses y necesidades.
Paso 3 - Haga su tono
La gente necesita una razón de peso para justificar una decisión, sin embargo, al mismo tiempo, muchas de las decisiones se toman sobre la base de la intuición. Este paso también se ocupa de habilidades de presentación.
Paso 4 - Asegure sus compromisos
Con el fin de salvaguardar el éxito de largo plazo de una decisión persuasiva, es vital para hacer frente a la política, tanto a nivel individual como organizacional.

## Lista de métodos
Racionales
- Argumento
- Lógica
- Retórica
- Método científico
- Prueba

Emocionales
- Publicidad
- Fe
- Presentación e imaginación
- Propaganda
- Seducción
- Tradición
- Lástima

Ayuda a la persuasión
- Lenguaje corporal
- Retórica
- Pruebas de personalidad e inventario de conflictos de estilo (ayuda a diseñar la estrategia basada en el estilo preferido de un individuo de la interacción).
- Técnicas de ventas

Otras técnicas
- Decepción
- Hipnosis
- Poder (Sociología)
- Publicidad subliminal

Técnicas polémicas
- Lavado de cerebro
- Persuasión coercitiva
- Control mental
- Tortura

Sistemas de persuasión con el fin de la seducción
- Seducción
- Comunidad de seducción
- Love System (antes conocido como Mystery Method)
- Artes de Venus